# Rê Bordosa
Rê Bordosa é uma personagem de histórias em quadrinhos humorísticas criada pelo cartunista Angeli, e que abrilhantou as páginas da extinta revista Chiclete com Banana. Rê é uma mulher de aproximadamente 40 anos, alcoólatra, ninfomaníaca, desbocada e desprovida de bom senso, cujas histórias giram em torno de suas manias e desejos.
Como a personagem fez sucesso a ponto de eclipsar o autor, Angeli resolveu matá-la em dezembro de 1987. Mas volta e meia ela retorna a mídia.

## Outras mídias

### Teatro
Em 1995, estreou a peça "Rê Bordosa, o Ocaso de uma Doida", escrita por Betty Erthal (que também interpretou a personagem-título) e Angeli. No ano seguinte, a peça ganhou o Troféu HQ Mix de "melhor adaptação para outro veículo".
Em 1997, um novo roteiro de teatro para a personagem foi desenvolvido: "Rê Bordosa, Vida e Morte de uma Porralôca", de Mário Prata. A peça (cujo roteiro foi disponibilizado pelo próprio autor neste link) permanece inédita até hoje..

### Cinema
A personagem chegou a coestrelar um longa metragem de animação, Wood & Stock: Sexo, Orégano e Rock'n'Roll, onde dividia a cena com Wood & Stock, outros personagens de Angeli. Rita Lee foi responsável pela dublagem de sua voz.
O curta-metragem Dossiê Rê Bordosa, de 2008, animação feita com bonecos de massinha e stop motion, procura desvendar o mistério em torno da morte da personagem mais famosa de Angeli, os reais motivos para o seu assassinato.
Ganhou Menção Honrosa no É Tudo Verdade 2008, Melhor Roteiro e Melhor Trilha Sonora no Cine-PE 2008, Melhor Filme de Curta Metragem pelo Júri, Público e Crítica no I Festival de Cinema de Paulínia; Melhor Curta Metragem e Melhor Animação Brasileira no Anima Mundi - RJ e SP 2008, Melhor Montagem em Curta metragem nacional e Melhor Roteiro em Curta metragem nacional no Festival de Gramado.